# Cerea
Cerea es un municipio italiano de 15.255 habitantes de la provincia de Verona, en la región del Véneto.

## Evolución demográfica
| Gráfica de evolución demográfica de Cerea entre 1861 y 2001 |
|                                                             |
| Fuente ISTAT - elaboración gráfica de Wikipedia             |

- Datos: Q48030
- Multimedia: Cerea / Q48030

1. ↑  Worldpostalcodes.org, código postal n.º 37053.
2. ↑  «Codici Catastali». Comuni-italiani.it (en italiano). Consultado el 29 de abril de 2017.